# Joe Cole (acteur)
Joseph Michael Cole (Kingston upon Thames, 28 november 1988) is een Britse acteur.
Cole begon zijn carrière toen hij werd ingewijd in het National Youth Theatre. Hij kreeg zijn eerste rollen (The Bill en Holby City) via een eendaagse show in het Londense West End. Dit werd gevolgd door rollen in het Bush Theater. Na een paar kleine bijrollen speelde Cole John Shelby in de Britse historische dramaserie Peaky Blinders en in een aflevering van Black Mirror.
Hij won de British Independent Film Awards 2018 voor beste acteur voor zijn rol als Billy Moore in A Prayer Before Dawn. Voor de aflevering Hang the DJ van de serie Black Mirror kreeg hij een BAFTA Award-nominatie voor beste acteur.
Zijn jongere broer Finn is ook acteur.